# Tuleta
Tuleta es un lugar designado por el censo ubicado en el condado de Bee en el estado estadounidense de Texas. En el Censo de 2010 tenía una población de 288 habitantes y una densidad poblacional de 24,86 personas por km².

## Geografía
Tuleta se encuentra ubicado en las coordenadas 28°34′36″N 97°47′53″O / 28.57667, -97.79806. Según la Oficina del Censo de los Estados Unidos, Tuleta tiene una superficie total de 11.59 km², de la cual 11.58 km² corresponden a tierra firme y (0%) 0 km² es agua.

## Demografía
Según el censo de 2010, había 288 personas residiendo en Tuleta. La densidad de población era de 24,86 hab./km². De los 288 habitantes, Tuleta estaba compuesto por el 92.01% blancos, el 0% eran afroamericanos, el 0.69% eran amerindios, el 0.35% eran asiáticos, el 0% eran isleños del Pacífico, el 2.78% eran de otras razas y el 4.17% pertenecían a dos o más razas. Del total de la población el 38.89% eran hispanos o latinos de cualquier raza.